# Pontécoulant
Pour les articles homonymes, voir Pontécoulant (homonymie).
Pontécoulant est une commune française située dans le département du Calvados en région Normandie, peuplée de 71 habitants.

## Géographie
La commune est à l'est du Bocage virois, à proximité de la Suisse normande. L'atlas des paysages de la Basse-Normandie la place, dans sa grande majorité, au sud-est de l'unité du Synclinal bocain caractérisée par « une alternance de lambeaux boisés sur les crêtes et de paysages semi-ouverts ». La vallée de la Druance, au sud, est en limite de l'unité du Bassin de Vire. Son petit bourg est à 6 km au nord-ouest de Condé-sur-Noireau et à 7,5 km au nord-est de Vassy. Couvrant 238 hectares, le territoire de Pontécoulant est le moins étendu du canton de Condé-sur-Noireau.
La commune est à l'écart des grands axes routiers. La modeste route départementale no 184 relie le bourg à Saint-Germain-du-Crioult au sud-ouest et permet de rejoindre Caen par Hamars au nord-est. La D 105 permet de retrouver Condé-sur-Noireau au sud-est et la D 298 rejoint Saint-Jean-le-Blanc par la vallée de la Druance et le château de Pontécoulant au nord-ouest.
Pontécoulant est dans le bassin de l'Orne, par son sous-affluent la Druance qui délimite le territoire du nord-ouest au sud-ouest. Deux courts affluents lui joignent leurs eaux collectées sur le territoire communal. Un troisième affluent, la Jeannette, marque la limite avec Proussy au sud.
Le point culminant (245 m) se situe en limite de commune au nord, près du lieu-dit la Huardière, sur une pente dont le sommet atteint 252 m sur la commune de Saint-Pierre-la-Vieille. Le point le plus bas (98 m) correspond à la sortie de la Druance du territoire, au sud. La commune est bocagère.
Les lieux-dits sont, du nord au sud : le Château, la Huardière, le Domaine, le Val, Launay, le Moulin Asselin et le Bourg.
| Condé-en-Normandie (comm. dél. de Saint-Pierre-la-Vieille) | Condé-en-Normandie (comm. dél. de Saint-Pierre-la-Vieille)             | La Villette (par un angle), Condé-en-Normandie (comm. dél. de Proussy) |
| Condé-en-Normandie (comm. dél. de La Chapelle-Engerbold)   | Pontécoulant                                                           | Condé-en-Normandie (comm. dél. de Proussy)                             |
| Condé-en-Normandie (comm. dél. de La Chapelle-Engerbold)   | Condé-en-Normandie (comm. dél. de Saint-Germain-du-Crioult et Proussy) | Condé-en-Normandie (comm. dél. de Proussy)                             |

### Hydrographie
La commune est située dans le bassin Seine-Normandie. Elle est drainée par la Druance et la Jeannette,,.
La Druance, d'une longueur de 31 km, prend sa source dans la commune des Monts d'Aunay et se jette  dans le Noireau à Condé-en-Normandie, après avoir traversé cinq communes. Les caractéristiques hydrologiques de la Druance sont données par la station hydrologique située sur la commune de Périgny. Le débit moyen mensuel est de 1,25 m3/s. Le débit moyen journalier maximum est de 17 m3/s, atteint lors de la crue du 28 décembre 1999. Le débit instantané maximal est quant à lui de 18,4 m3/s, atteint le même jour.

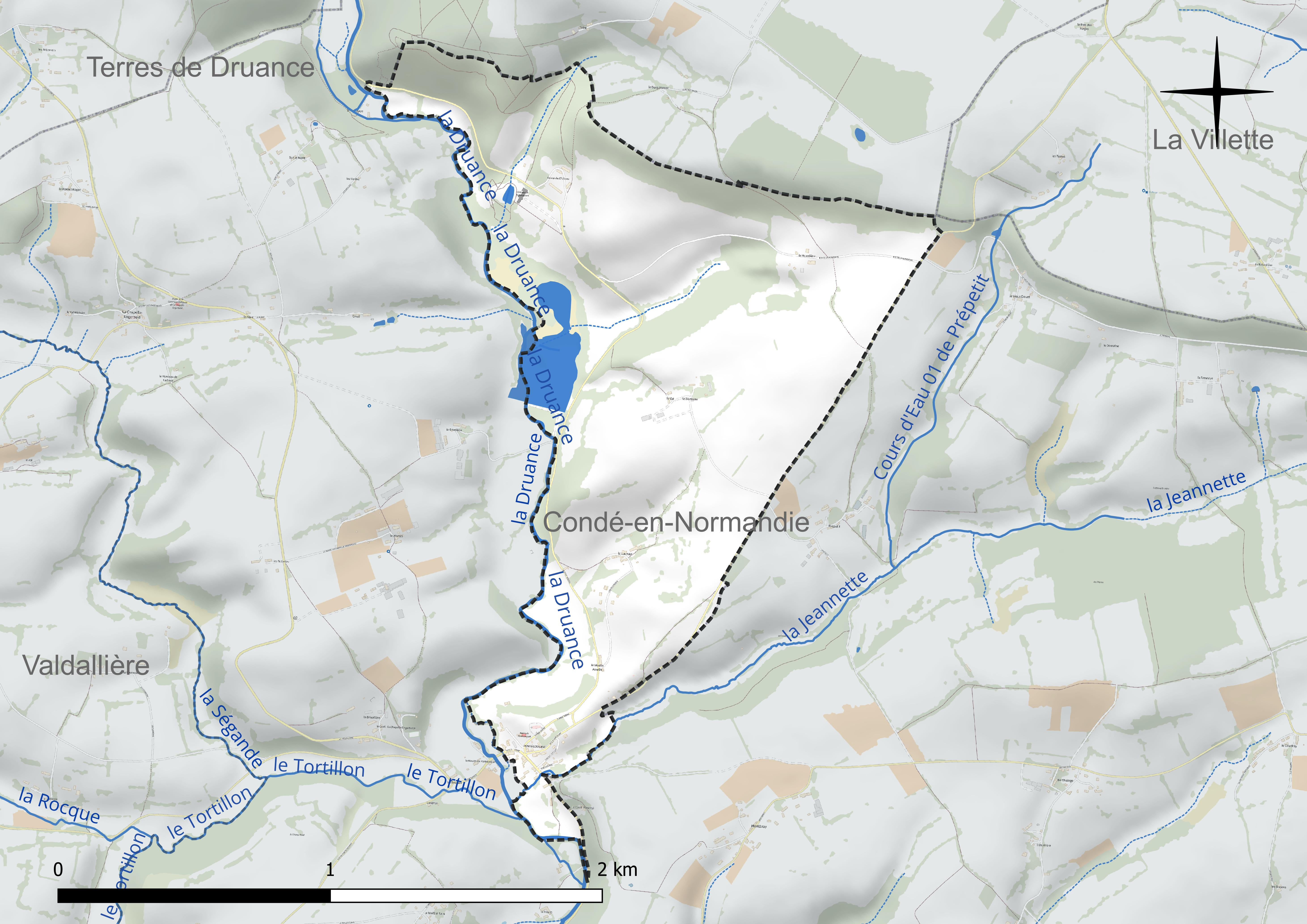
Réseau hydrographique de Pontécoulant.

### Climat
Pour des articles plus généraux, voir Climat de la Normandie et Climat du Calvados.
En 2010, le climat de la commune est de type climat océanique altéré, selon une étude du CNRS s'appuyant sur une série de données couvrant la période 1971-2000. En 2020, Météo-France publie une typologie des climats de la France métropolitaine dans laquelle la commune est exposée à un climat océanique et est dans la région climatique  Normandie (Cotentin, Orne), caractérisée par une pluviométrie relativement élevée (850 mm/a) et un été frais (15,5 °C) et venté. Parallèlement le GIEC normand, un groupe régional d'experts sur le climat, différencie quant à lui, dans une étude de 2020, trois grands types de climats pour la région Normandie, nuancés à une échelle plus fine par les facteurs géographiques locaux. La commune est, selon ce zonage, exposée à un « climat contrasté des collines », correspondant au Bocage normand, bien arrosé, voire très arrosé sur les reliefs les plus exposés au flux d'ouest, et frais en raison de l'altitude.
Pour la période 1971-2000, la température annuelle moyenne est de 10,4 °C, avec  une amplitude thermique annuelle de 12,6 °C. Le cumul annuel moyen de précipitations est de 819 mm, avec 13,8 jours de précipitations en janvier et 7,7 jours en juillet. Pour la période 1991-2020, la température moyenne annuelle observée sur la station météorologique la plus proche, située sur la commune de Terres de Druance à 8 km à vol d'oiseau, est de 11,1 °C et le cumul annuel moyen de précipitations est de 908,6 mm,. Pour l'avenir, les paramètres climatiques de la commune estimés pour 2050 selon différents scénarios d'émission de gaz à effet de serre sont consultables sur un site dédié publié par Météo-France en novembre 2022.

## Urbanisme

### Typologie
Au 1er janvier 2024, Pontécoulant est catégorisée commune rurale à habitat dispersé, selon la nouvelle grille communale de densité à 7 niveaux définie par l'Insee en 2022.
Elle est située hors unité urbaine. Par ailleurs la commune fait partie de l'aire d'attraction de Condé-en-Normandie, dont elle est une commune du pôle principal,. Cette aire, qui regroupe 7 communes, est catégorisée dans les aires de moins de 50 000 habitants,.

### Occupation des sols
L'occupation des sols de la commune, telle qu'elle ressort de la base de données européenne d'occupation biophysique des sols Corine Land Cover (CLC), est marquée par l'importance des territoires agricoles (85,6 % en 2018), une proportion identique à celle de 1990 (85,6 %). La répartition détaillée en 2018 est la suivante : 
prairies (57,6 %), zones agricoles hétérogènes (27,9 %), forêts (14,4 %), terres arables (0,1 %). L'évolution de l'occupation des sols de la commune et de ses infrastructures peut être observée sur les différentes représentations cartographiques du territoire : la carte de Cassini (XVIIIe siècle), la carte d'état-major (1820-1866) et les cartes ou photos aériennes de l'IGN pour la période actuelle (1950 à aujourd'hui).

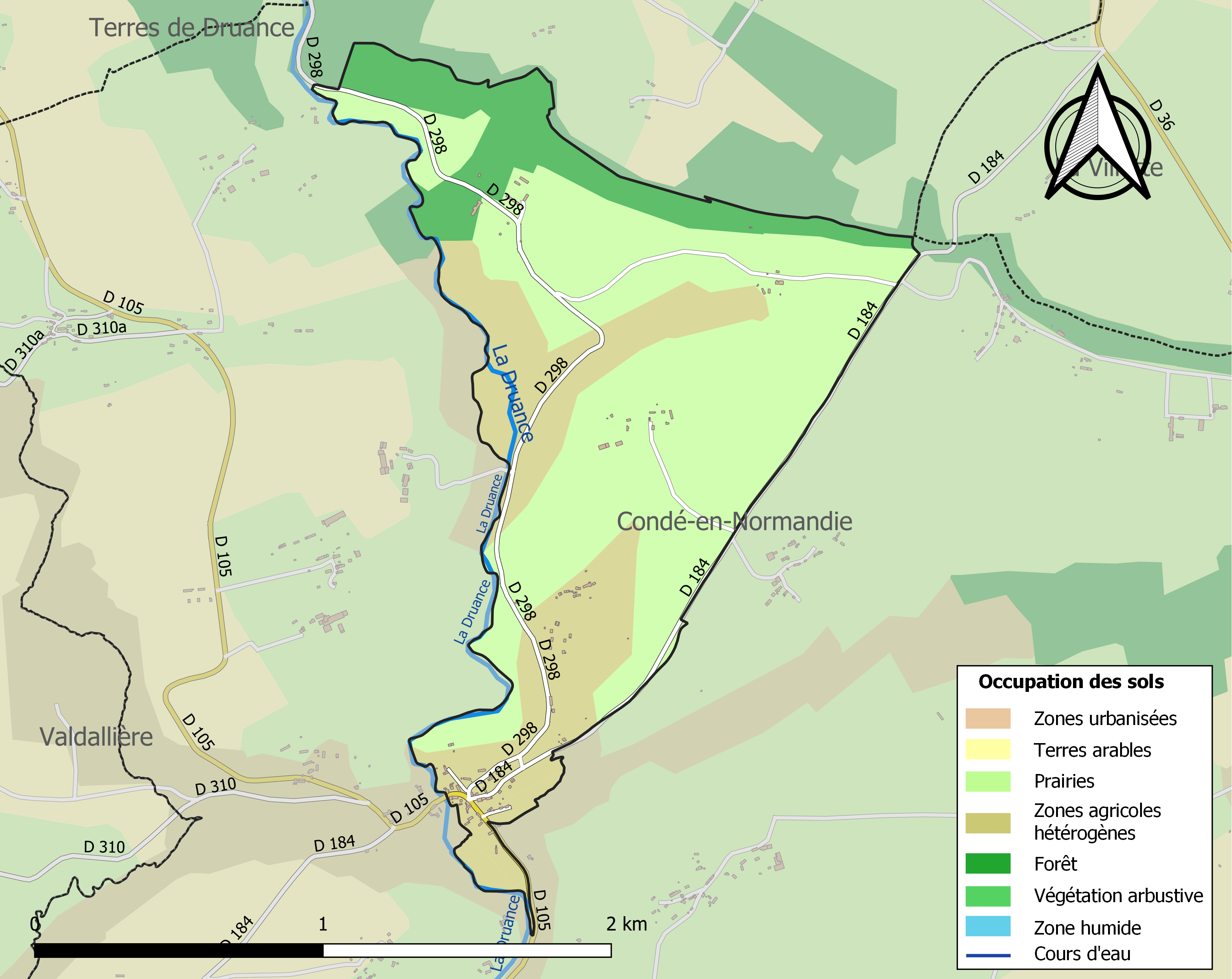
Carte des infrastructures et de l'occupation des sols de la commune en 2018 (CLC).

## Toponymie
Le nom de la localité est attesté sous les formes Pons Escoullandi au XIe siècle et Pons Escollent en 1202.
Le toponyme provient du latin Pons, « pont », et de l'anthroponyme germanique Scolant.

## Histoire
Le lieu se serait donc peuplé autour du pont de Scolant.
Le 5 juillet 1872, le hameau de Passage-de-Pontécoulant est transféré de Proussy à Pontécoulant,.

## Politique et administration

### Tendances politiques et résultats
Candidats ou listes ayant obtenu plus 5 % des suffrages exprimés lors des dernières élections politiquement significatives :
- Régionales 2015[26] :
  - 1er tour (60,61 % de votants) : FN (Nicolas Bay) 45,95 %, Union de la gauche (Nicolas Mayer-Rossignol) 16,22 %, Union de la droite (Hervé Morin) 10,81 %, FG (Sébastien Jumel)  8,11 %, DLF (Nicolas Calbrix) 5,41 %, EÉLV (Yanic Soubien) 5,41 %.
  - 2e tour (60,61 % de votants) : FN (Nicolas Bay) 46,15 %, Union de la gauche (Nicolas Mayer-Rossignol) 41,03 %, Union de la droite (Hervé Morin) 12,82 %.
- Européennes 2014[27] (60,27 % de votants) : FN (Marine Le Pen) 42,50 %, UDI - MoDem (Dominique Riquet) 17,50 %, EÉLV (Karima Delli) 15,00 %, PS-PRG (Gilles Pargneaux) 10,00 %, UMP (Jérôme Lavrilleux) 7,50 %, LO (Éric Pecquer) 5,00 %.
- Législatives 2012[28] :
  - 1er tour (73,68 % de votants) : Alain Tourret (PRG) 43,64 %, Jean-Yves Cousin (UMP) 38,18 %, Marie-Françoise Lebœuf (FN) 16,36 %.
  - 2e tour (75,00 % de votants) : Alain Tourret (PRG) 50,91 %, Jean-Yves Cousin (UMP) 49,09 %.
- Présidentielle 2012[29] :
  - 1er tour (84,42 % de votants) : Marine Le Pen (FN) 35,94 %, François Hollande (PS) 23,44 %, Nicolas Sarkozy (UMP) 21,88 %.
  - 2e tour (89,47 % de votants) : François Hollande (PS) 60,00 %, Nicolas Sarkozy (UMP) 40,00 %.

### Administration municipale
| Période                                  | Période       | Identité            | Étiquette | Qualité           |
| ---------------------------------------- | ------------- | ------------------- | --------- | ----------------- |
| 1933                                     | 1946          | Albert Brunet       |           |                   |
| 1946                                     | 1949          | Émile Brisset       |           |                   |
| 1949                                     | 1950          | Daniel Sébire       |           |                   |
| 1950                                     | 1951          | Léon Lautour        |           |                   |
| 1951                                     | 1989          | Victor Jumel        |           |                   |
| 1989                                     | 1994          | Eugène Lengliné     |           |                   |
| 1994                                     | Mars 2008     | Marie-Paule Labey   |           |                   |
| Mars 2008                                | Décembre 2022 | Jean-Pierre Mourice | SE        | Employé de banque |
| Février 2023                             | En cours      | Gislaine Marie      | SE        | Retraitée         |
| Les données manquantes sont à compléter. |               |                     |           |                   |

Le conseil municipal est composé de sept membres dont le maire et deux adjoints.

## Démographie
L'évolution du nombre d'habitants est connue à travers les recensements de la population effectués dans la commune depuis 1793. Pour les communes de moins de 10 000 habitants, une enquête de recensement portant sur toute la population est réalisée tous les cinq ans, les populations de référence des années intermédiaires étant quant à elles estimées par interpolation ou extrapolation. Pour la commune, le premier recensement exhaustif entrant dans le cadre du nouveau dispositif a été réalisé en 2005.
En 2022, la commune comptait 71 habitants, en évolution de −12,35 % par rapport à 2016 (Calvados : +1,58 %, France hors Mayotte : +2,11 %).
Pontécoulant a compté jusqu'à 186 habitants en 1872.
| 1793 | 1800 | 1806 | 1821 | 1831 | 1836 | 1841 | 1846 | 1851 |
| ---- | ---- | ---- | ---- | ---- | ---- | ---- | ---- | ---- |
| 177  | 174  | 171  | 160  | 154  | 175  | 183  | 160  | 139  |

| 1856 | 1861 | 1866 | 1872 | 1876 | 1881 | 1886 | 1891 | 1896 |
| ---- | ---- | ---- | ---- | ---- | ---- | ---- | ---- | ---- |
| 134  | 137  | 142  | 186  | 179  | 170  | 164  | 167  | 167  |

| 1901 | 1906 | 1911 | 1921 | 1926 | 1931 | 1936 | 1946 | 1954 |
| ---- | ---- | ---- | ---- | ---- | ---- | ---- | ---- | ---- |
| 163  | 160  | 158  | 134  | 136  | 121  | 130  | 99   | 84   |

| 1962 | 1968 | 1975 | 1982 | 1990 | 1999 | 2005 | 2006 | 2010 |
| ---- | ---- | ---- | ---- | ---- | ---- | ---- | ---- | ---- |
| 108  | 125  | 109  | 106  | 105  | 108  | 95   | 93   | 92   |

| 2015 | 2020 | 2022 | - | - | - | - | - | - |
| ---- | ---- | ---- | - | - | - | - | - | - |
| 83   | 70   | 71   | - | - | - | - | - | - |

## Lieux et monuments
- Église Saint-Michel (XVIIIe siècle).

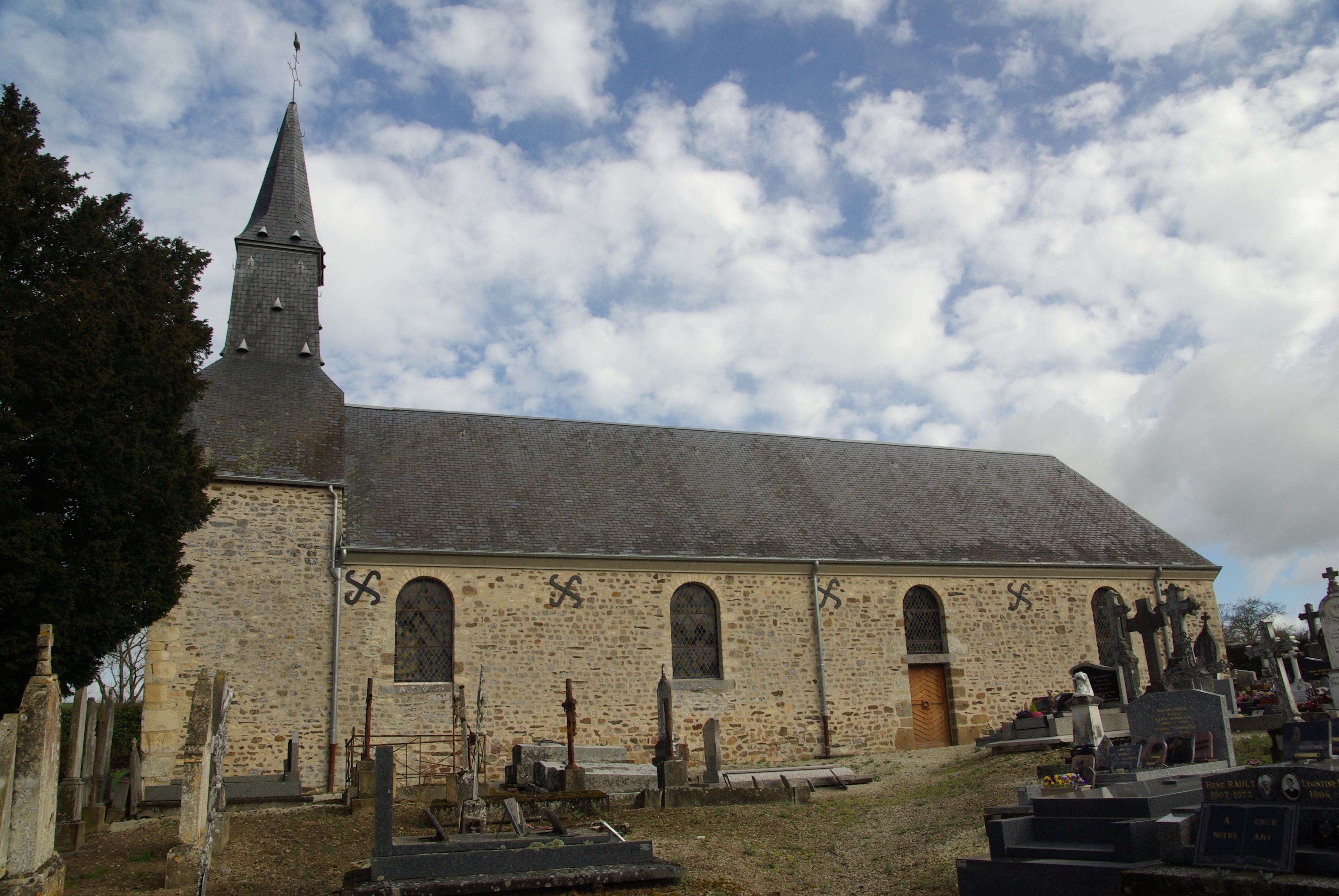
L'église Saint-Michel.

- Château de Pontécoulant (XVIe siècle), berceau de la famille Doulcet de Pontécoulant, inscrit aux monuments historiques[38]. Le château est aujourd'hui musée départemental. Son parc est classé parmi les sites et monuments naturels de caractère artistique depuis le 25 mars 1919[39],[40].
- Étang-réservoir sur la Druance.
- Établissement fortifié dit camp romain[41].

## Personnalités liées à la commune

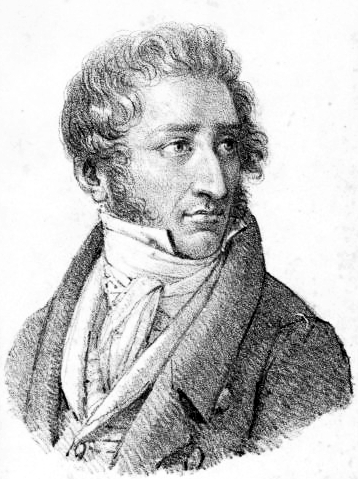
Louis-Gustave Doulcet de Pontécoulant.

- Louis-Gustave Doulcet, comte de Pontécoulant (1764-1853), homme politique français, président de la Convention nationale en juillet 1795.
- Philippe Gustave le Doulcet, comte de Pontécoulant (1795-1874), astronome. En son honneur, un cratère de la lune porte le nom de Pontécoulant.
- Pierre Bellemare (1929-2018) a passé une année de son enfance à Pontécoulant, hébergé au château, où il a préparé son certificat d'étude[42].
- Marie-Paule Labey, maire de Pontécoulant, conseillère régionale, initiatrice de la renaissance des chemins du mont Saint-Michel[43],[44].